# Geographe Bay
Geographe Bay är en vik i Australien. Den ligger i delstaten Western Australia, omkring 190 kilometer söder om delstatshuvudstaden Perth.
Runt Geographe Bay är det glesbefolkat, med 13 invånare per kvadratkilometer. Genomsnittlig årsnederbörd är 1 201 millimeter. Den regnigaste månaden är maj, med i genomsnitt 210 mm nederbörd, och den torraste är januari, med 9 mm nederbörd.